# Andrzej Baran (lekkoatleta)
Andrzej Baran (ur. 19 października 1967 w Kaliszu) – polski lekkoatleta, ultramaratończyk, reprezentant klubu Finisz Kalisz.
Jego największym sukcesem jest złoty medal mistrzostw Polski w biegu na 100 kilometrów (Kalisz 2009).

## Rekordy życiowe
- maraton – 2:32:40 (2006)